# Inver
Inver (nom de la localité en irlandais : Inbhear, estuaire) est un village du Comté de Donegal, en Irlande.
Le village se trouve à mi-chemin entre Killybegs à l'ouest et la ville de Donegal, à l'est. Ce fut un grand centre baleinier avec son port à 2 km du village. Thomas Nesbitt a été à l'origine de l'activité. C'est lui qui a inventé le canon-harpon. Il subsiste des ruines de la station baleinière.
Deux églises se font face dans le village : l'une catholique, l'autre irlandaise..

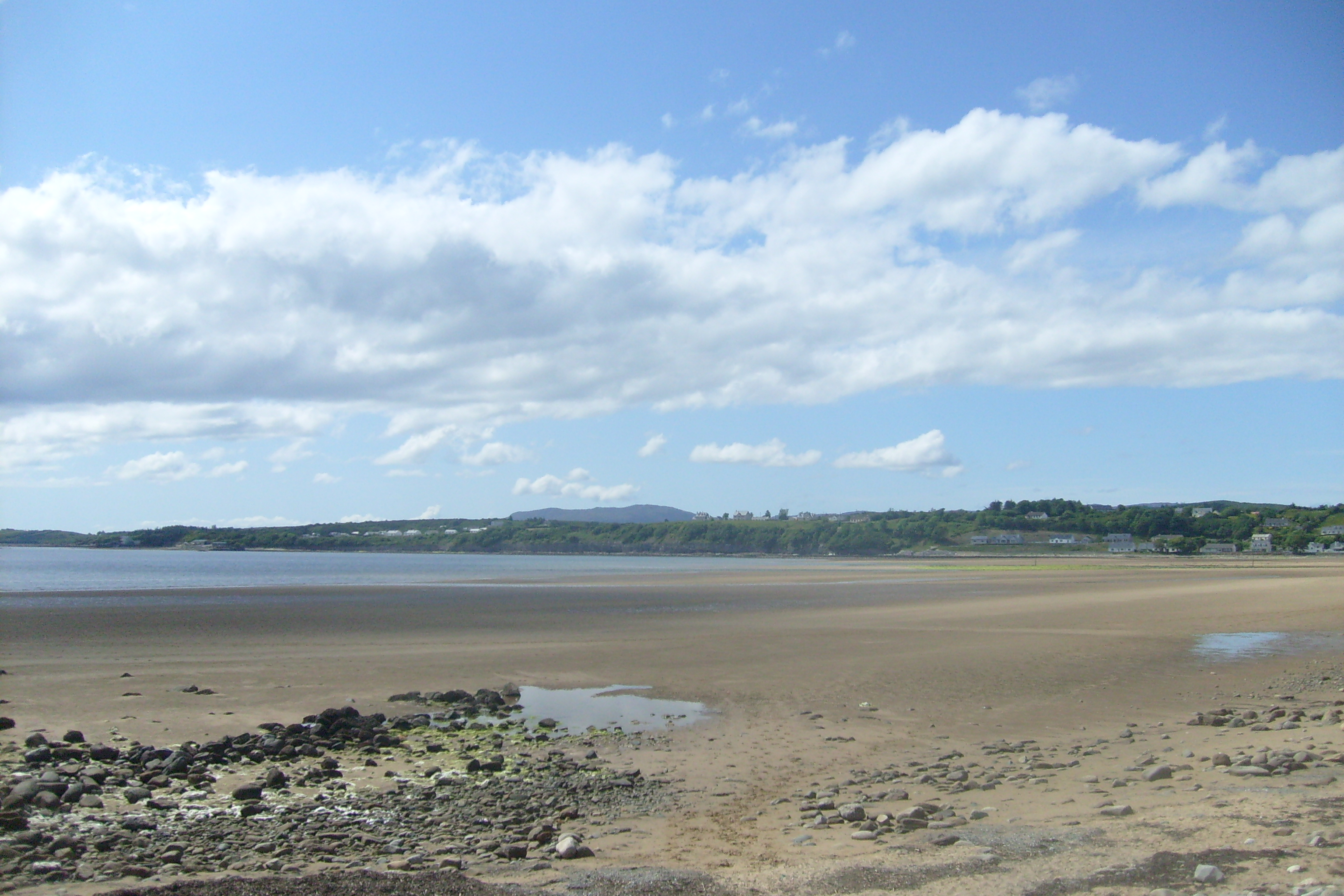
Inver et sa plage.

Inver Grove Heights, Minnesota a probablement tiré son nom de celui du village.

## Transports
- La gare a ouvert le 18 août 1893 et a fermé le 1er janvier 1960[2].

## Site web
www.inver.ie.